# Francesco Maria Pico della Mirandola
Francesco Maria Pico della Mirandola (Mirandola 20 september 1668 – Madrid 1747) was de laatste hertog van Mirandola van 1691 tot 1711. Hij was een zoon van Francesco Maria Pico della Mirandola en diens vrouw Anna Camilla Borghese.
Nadat zijn vader in 1689 overleed werd hij erfprins van het hertogdom. Twee jaar later volgde hij zijn grootvader Alessandro II als hertog op. In 1711 verkocht hij zijn hertogdom aan Rinaldo III d'Este, hertog van Modena.
Francesco Maria huwde twee keer. Voor de eerste keer trouwde hij in 1716 te Madrid met Teresa Spinola y de la Cerda (26 april 1685 – Madrid 15 september 1723). Op 72-jarige leeftijd trad hij op 11 oktober 1740 voor de tweede maal in het huwelijk met de 15-jarige Maria Guadalupe Fitzjames-Stuart y Colón de Portugal (Madrid 3 mei 1725 – aldaar 11 december 1750), kleindochter van James FitzJames, hertog van Berwick en Liria y Xérica en daarmee achterkleindochter van koning Jacobus II van Engeland.
Beide huwelijken bleven kinderloos.